# 通説
通説（つうせつ）は、世間に広く通用している説のことである。すなわち、いくつかの仮説のうち多数が支持しているものをさす。確定的であるとされる定説とは異なる。

## 自然科学、人文科学や社会科学における通説
自然科学では、実験・観察・シミュレーションなどによって仮説の正しさが証明され定説となることがあるが、その証明が困難であった場合や、証明が困難である場合が多い人文科学や社会科学では、仮説のうち多数派が支持する説が「通説」と呼ばれる。
通説の多くは検証・査読を経た上で研究者から支持されているため、十分な妥当性を有していると言えるが、いわゆる通念的な通説は必ずしも妥当性が保証されず、検証・査読を経た新説によって覆されることもある。

## 法学における通説
法学上では、法理論ないしは法解釈にあたり学説上多数に支持されている説をいう。
最高裁判所を頂点とした裁判所の判断として判例で示される法解釈との整合性が取れている場合が多いものの、判例とは異なる理論構成ないしは解釈が学説上は多数説となっている場合も少なくない。その場合には、通説と言っても裁判所が適用する「法」とは異なる内容のものとなることとなる。
また、かつては多数の見解が支持していたが、今は支持されなくなってきていて、流動的な場合を「従来の通説」、完全に支持を失って少数見解になっている場合を「旧通説」と呼ぶことがある。なお、通説には至らない場合、または通説に次いで一定の支持を受けている学説を「有力説」と呼ぶことがある。